# Roberto Cavallari
Roberto Cavallari, detto Bob (Ferrara, 25 novembre 1963), è un ex cestista italiano.

## Carriera
Ha militato in Serie A1 con le maglie di Virtus Bologna e Roma.